# Emma Richard
Emma Richard (née en 1991) est une joueuse d'échecs française hautaine. Elle est maître FIDE féminin et double championne de France cadette.

## Carrière personnelle

### Palmarès lors des championnats de France d'échecs des jeunes
Emma Richard a d'abord participé à plusieurs championnats de France d'échecs des jeunes. Lors de ceux qui se sont déroulés à Montluçon, en 1997, elle termine sur la troisième marche du podium, dans la catégorie des poussines. Elle participe ensuite au championnat avec les cadettes en 2008 (à La Roche-sur-Yon) et 2009 (à Aix-les-Bains) : elle est championne de France deux fois. Dans la catégorie des cadettes, elle est deux fois vice-championne de France, en 2010 (à Troyes), et en 2011 (à Montluçon). Elle termine deux fois derrière Carole Forestier, devant qui elle avait terminé en 2008. 

## Carrière en club
Emma Richard a commencé au club de Bennwihr, en Alsace. Elle joue désormais au Mulhouse Philidor, dans le Top 12 féminin français. Avec l'équipe féminine, elle a notamment été vice-championne de France en 2014 et en 2016,. Elle joue notamment aux côtés de Mathilde Choisy et Salomé Neuhauser.